# المرأة في الجمعيات التعاونية

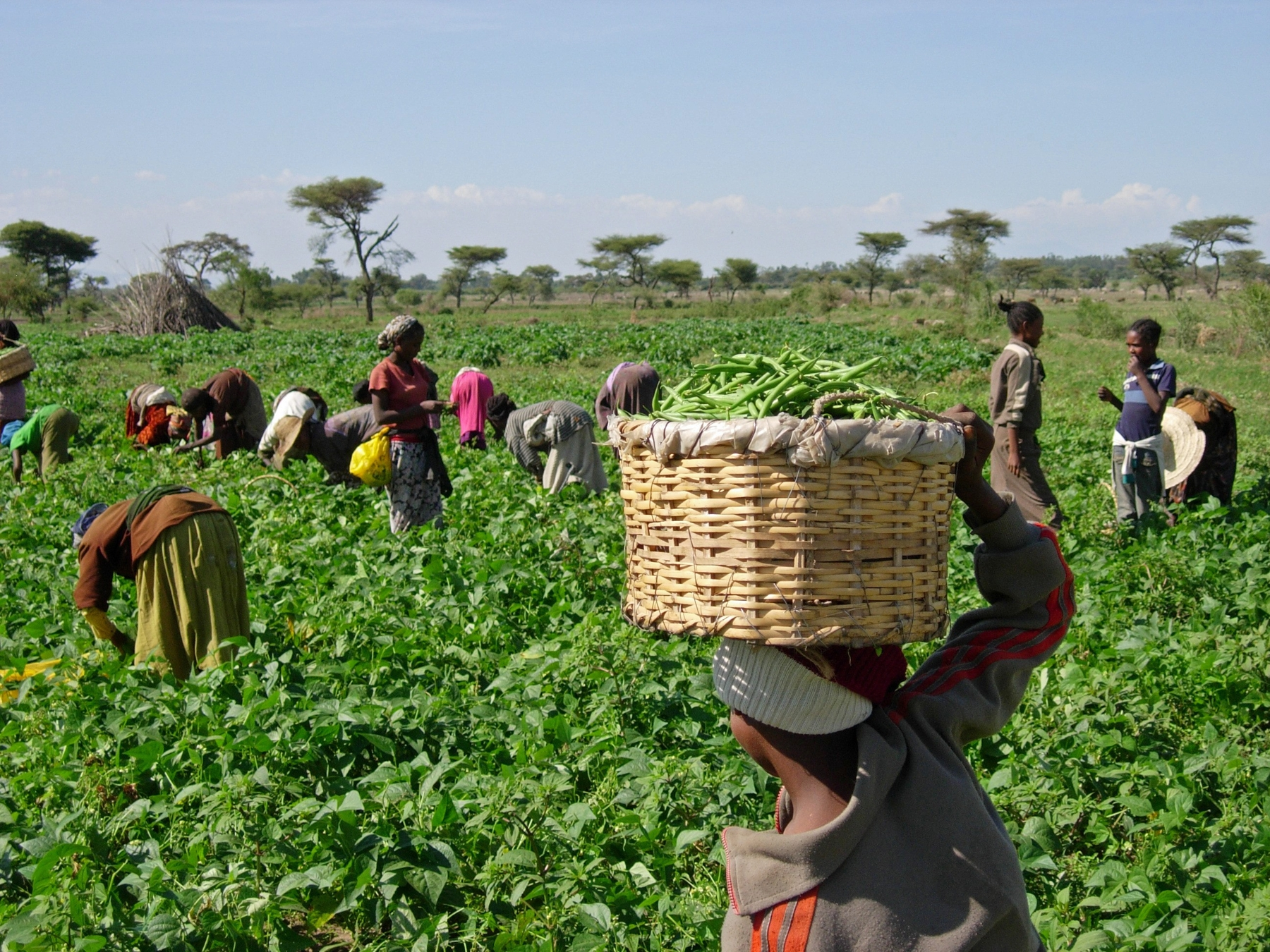

جمعية تعاونية هو مفهوم يطلق علي جمعية مستقلة لمجموعة من الأشخاص يتعاونون بشكل تطوعي لتحقيق مصالح اجتماعية واقتصادية وثقافية متبادلة وذلك من خلال مؤسسة تُمتلك وتدار بشكل متبادل وديمقراطي. تتضمن الجمعيات التعاونية منظمات غير ربحية وأعمال تجارية يملكها ويديرها أشخاص إما مستخدمين خدماتها (جمعيات مستهلكة) أو آخرين يعملون بها(جمعيات منتجة) متخذين نماذج متنوعة مُصنفة ما بين جمعيات تعاونية مسجلة رسمياً وأخري غير رسمية متمثلة في مجموعات منظمة من الجيران والعائلات والشبكات القريبة. فالجمعيات التعاونية تقام على مجموعة من القيم كمساعدة الذات والديمقراطية والمساواة والعدالة والتضامن. تساعد هذة القيم - من بين مختلف مجالات الجمعيات التعاونية - على منح السلطة للمرأة من خلال عضويتها. ففي تصريحات لها علي رأس اليوم العالمي للمرأة في بداية عام 2013 قالت رئيسة اتحاد الجمعيات التعاونية الدولية أن الأعمال الخاصة بالجمعيات التعاونية قدمت الكثير في مساعدة المرأة نحو سلم النشاط الاقتصادي. ومع هذا تكتسب احترام المجتمع والشرعية والنفوذ السياسي. لقد ساعدت الجمعيات التعاونية النساء علي التخلص من العمل الفردي والعزلة بأن يتحدوا سويًا ليخلقوا مقياس اقتصادي بالأضافة إلي زيادة قدرتهم علي التفاوض في السوق.